# جيم تريسي (لاعب كرة قاعدة)
جيم تريسي (بالإنجليزية: Jim Tracy)‏ هو لاعب كرة قاعدة أمريكي، ولد في 31 ديسمبر 1955 في هاملتن في الولايات المتحدة.

## وصلات خارجية
- جيم تريسي على موقع الدوري الياباني لكرة القاعدة (الإنجليزية)
- جيم تريسي على موقعبيزبول رفرنس.كوم (الدوري الرئيسي) (الإنجليزية)
- جيم تريسي على موقعبيزبول رفرنس.كوم (الدوري الثانوي) (الإنجليزية)
- جيم تريسي على موقع مشجعي الرسوم البيانية (الإنجليزية)